# TMEM192
TMEM192 (англ. Transmembrane protein 192) – білок, який кодується однойменним геном, розташованим у людей на 4-й хромосомі. Довжина поліпептидного ланцюга білка становить 271 амінокислот, а молекулярна маса — 30 922.
| 10         |  | 20         |  | 30         |  | 40         |  | 50         |
| ---------- |  | ---------- |  | ---------- |  | ---------- |  | ---------- |
| MAAGGRMEDG |  | SLDITQSIED |  | DPLLDAQLLP |  | HHSLQAHFRP |  | RFHPLPTVII |
| VNLLWFIHLV |  | FVVLAFLTGV |  | LCSYPNPNED |  | KCPGNYTNPL |  | KVQTVIILGK |
| VILWILHLLL |  | ECYIQYHHSK |  | IRNRGYNLIY |  | RSTRHLKRLA |  | LMIQSSGNTV |
| LLLILCMQHS |  | FPEPGRLYLD |  | LILAILALEL |  | ICSLICLLIY |  | TVKIRRFNKA |
| KPEPDILEEE |  | KIYAYPSNIT |  | SETGFRTISS |  | LEEIVEKQGD |  | TIEYLKRHNA |
| LLSKRLLALT |  | SSDLGCQPSR |  | T          |  |            |  |            |

A: Аланін

C: Цистеїн

D: Аспарагінова кислота

E: Глутамінова кислота

F: Фенілаланін

G: Гліцин

H: Гістидин

I: Ізолейцин

K: Лізин

L: Лейцин

M: Метіонін

N: Аспарагін

P: Пролін

Q: Глутамін

R: Аргінін

S: Серин

T: Треонін

V: Валін

W: Триптофан

Кодований геном білок за функцією належить до фосфопротеїнів. 
Задіяний у такому біологічному процесі, як альтернативний сплайсинг. 
Локалізований у мембрані, лізосомі, ендосомах.